# Sumerian Cry
Sumerian Cry è l'album di debutto della band Death metal Tiamat uscito nel 1990.

## Tracce
1. Sumerian Cry, Pt. 1 – 0:57
2. In the Shrines of the Kingly Dead – 4:09
3. The Malicious Paradise – 4:28
4. Necrophagious Shadows – 4:35
5. Apothesis of Morbidity – 6:05
6. Nocturnal Funeral – 4:05
7. Altar Flame – 4:30
8. Evilized – 5:00
9. Where the Serpents Ever Dwell/Outro: Sumerian Cry, Pt. 2 – 6:08
10. The Sign of the Pentagram – 3:54

## Formazione
- Hellsalughter (Johan Edlund) - chitarra, voce
- Emetic (Stefan Lagergren) - chitarra
- Juck (Jörgen Thullberg) - basso
- Najse (Anders Holmberg) - batteria